# Lindsaea venusta
Lindsaea venusta är en ormbunkeart som beskrevs av Georg Friedrich Kaulfuss och Oskar Kuhn. Lindsaea venusta ingår i släktet Lindsaea och familjen Lindsaeaceae. Inga underarter finns listade.